# Степанчук Петро Олексійович
Петро Олексійович Степанчук (19 липня 1928, село Вереси, тепер Житомирського району Житомирської області — 9 жовтня 2012, місто Київ) — український радянський діяч, новатор виробництва, будівельник, бригадир комплексної будівельної бригади тресту «Хрещатикбуд» Головкиївбуду міста Києва. Депутат Верховної Ради УРСР 5—7-го скликань. Герой Соціалістичної Праці (1958).

## Біографія
Народився 19 липня 1928 року в селянській родині. З 1938 року навчався у семирічній школі села Вереси Житомирської області, яку закінчив у 1946 році.
У 1948 році закінчив Житомирську школу фабрично-заводського навчання (ФЗН) № 2.
Трудову діяльність розпочав у травні 1948 року в Києві каменярем в тресті «Хрещатикбуд». У 1948—1950 роках працював на будівництві заводу з виробництва мінеральної вовни (мінеральної вати) на Теличці (районі міста Києва).
У 1953—1969 роках — бригадир комплексної будівельної бригади будівельного управління № 22 тресту «Хрещатикбуд» («Київміськбуд-5») об'єднання Головкиївбуду міста Києва.
Член КПРС з 1960 року. У 1962—1977 роках — народний засідатель Верховного суду Української РСР. У 1963—1968 роках — член Комітету партійно-державного контролю ЦК КП України і Ради Міністрів СРСР.
У 1969 році без відриву від виробництва закінчив вечірнє відділення Київського інженерно-будівельного інституту. У 1969—1983 роках — начальник будівельного управління № 22 тресту «Київміськбуд-5».
У березні 1983 — травні 1986 року — головний інженер — керівник групи радянських спеціалістів на будівництві заводу із випуску альбуміну в Республіці Кубі.
У 1986—1990 роках — заступник керуючого тресту «Київміськбуд-5» міста Києва. У 1990—1999 роках — майстер будівельного управління № 21 тресту «Київміськбуд» № 5.
З 1999 року — на пенсії у місті Києві. Був головою громадської Ради Героїв Радянського Союзу та Героїв Соціалістичної Праці міста Києва.
Помер 9 жовтня 2012 року. Похований разом з дружиною, Марією Семенівною, на Лісовому кладовищі Києва.

## Нагороди
- Герой Соціалістичної Праці (9.08.1958)
- Орден Леніна (9.08.1958)
- Медаль «За трудову доблесть» (1960)
- Заслужений будівельник УРСР (13.08.1966)
- ордени, медалі